# Rita Crockett
Rita Louise Crockett, född 2 november 1957 i San Antonio i Texas, är en amerikansk volleybollspelare och -tränare.
Crockett blev olympisk silvermedaljör i volleyboll vid sommarspelen 1984 i Los Angeles. Hon kombinerade proffsspel i Europa med att under samma tid vara tränare. Efter avslutad spelarkarriär har hon tränat universitetslag i USA.